# Batracomorphus camillus
Batracomorphus camillus är en insektsart som beskrevs av Knight 1983. Batracomorphus camillus ingår i släktet Batracomorphus och familjen dvärgstritar. Inga underarter finns listade i Catalogue of Life.